# Microcreagris sequoiae
Microcreagris sequoiae är en spindeldjursart som beskrevs av Chamberlin 1930. Microcreagris sequoiae ingår i släktet Microcreagris och familjen helplåtklokrypare. Inga underarter finns listade i Catalogue of Life.